# Charles Henri de Malon
Charles Henri de Malon, seigneur marquis de Bercy, Conflans, Pont de Charenton, Carrières et la Grange aux Meuniers, intendant des finances, est né le 13 janvier 1678 et mort à Paris le 19 janvier 1742 .

## Biographie
Charles Henri de Malon est le fils d’Anne Louis Jules de Malon de Bercy (1643-1706), et de Marie Angélique Le Ragois de Bretonvilliers (†1730).
Il est reçu conseiller au Grand Conseil le 30 avril 1701, puis maître des requêtes ordinaires de l’Hôtel du roi le 4 juin 1706. En février 1708 il est chargé de la direction générale des Ponts et Chaussées de France, et au mois d'avril suivant du contrôle des comptes avant d'être portés à la Chambre des comptes. Il est reçu conseiller d’État. 
Il est pourvu d'une charge d'intendant des finances le 19 août 1709 qu'il a exercé jusqu'en septembre 1715. Il est nommé maître des requêtes honoraires le 31 août 1710.
Il a épousé le 21 septembre 1705 Charlotte Angélique Desmaretz (1677-10 septembre 1745), fille du contrôleur général des finances Nicolas Desmarets (1648-1721), marquis de Maillebois, maître des requêtes et ministre d’État. 
En 1712-1714, il a confié les travaux d'agrandissement et de remeublement de son château de Bercy à l'architecte Jacques de La Guépière. 
Le musée du Louvre conserve une table-console réalisée à l'occasion de ces travaux. Un bureau réalisé par André-Charles Boulle a été vendu à Zurich en 2014 pour 3 millions de francs suisses.
Il est nommé membre honoraire de l’Académie royale des inscriptions et belles-lettres en 1714.

## Publications
- Il est l’auteur d’une Topographie historique de la seigneurie de Bercy publiée en 1882[3].
- Lettres du château de Bercy : 1712-1742, correspondance présentée et annotée par Jean-Claude Guiraud, L'harmattan, Paris, 2010  (ISBN 978-2-296-12375-5)